# Jaromír Nechanský
Jaromír Nechanský (ur. 4 grudnia 1916 w Pradze, zm. 16 czerwca 1950 tamże) – czechosłowacki wojskowy (major), szef sekcji wojskowej Czechosłowackiej Rady Narodowej pod koniec II wojny światowej, agent amerykańskich służb wywiadowczych w okresie powojennym
W 1935 r. ukończył gimnazjum w Pradze. Następnie wstąpił do armii czechosłowackiej. W 1936 r. przeszedł przeszkolenie konne, po czym odkomenderowano go do 1 Pułku Dragonów. Jeszcze w tym samym roku rozpoczął naukę w akademii wojskowej w Hranicach, którą zakończył w 1937 r. w stopniu porucznika. Następnie służył w 2 Pułku Dragonów jako dowódca kompanii. Po utworzeniu Protektoratu Czech i Moraw w marcu 1939 r., podjął pracę w firmie eksportowej w Pradze. Pod koniec grudnia tego roku przedostał się do Francji, ale nie wziął udziału w walkach. Po kapitulacji wojsk francuskich pod koniec czerwca 1940 r., był ewakuowany do Wielkiej Brytanii. Służył w kompanii karabinów maszynowych 1 Czechosłowackiej Brygadzie Mieszanej. W latach 1942–1943 przeszedł szereg kursów specjalistycznych. Doszedł do stopnia kapitana. W nocy z 16 na 17 lutego 1945 r. został w ramach operacji „Platinum-Pewter” zrzucony do kraju. Wszedł w skład organizacji konspiracyjnej Rada Trzech. Następnie stanął na czele sekcji wojskowej Czechosłowackiej Rady Narodowej. Uczestniczył w powstaniu praskim na pocz. maja tego roku. Po zakończeniu wojny pozostał w wojsku. Od sierpnia służył w dowództwie kompanii 1 Brygady Pancernej. We wrześniu został szefem sztabu 22 Brygady Pancernej. W 1947 r. awansował na majora. Odkomenderowano go do akademii wojskowej w Pradze, gdzie objął funkcję wykładowcy taktyki wyższych jednostek. Po przejęciu władzy przez komunistów w lutym 1948 r., nawiązał współpracę z amerykańskimi służbami wywiadowczymi. Według części źródeł był podwójnym agentem. 4 września 1949 r. został aresztowany. Po procesie skazano go 22 kwietnia 1950 r. na karę śmierci. W 1991 r. został zrehabilitowany i awansowany pośmiertnie do stopnia pułkownika.